# أتسيكي
أتسيكي (باليونانية: Ατσική)‏ هي مدينة في ليسفوس في اليونان. يبلغ عدد سكانها حوالي 822 نسمة.